# Macaranga sampsonii
Macaranga sampsonii är en törelväxtart som beskrevs av Henry Fletcher Hance. Macaranga sampsonii ingår i släktet Macaranga och familjen törelväxter. Inga underarter finns listade i Catalogue of Life.